# Szentes

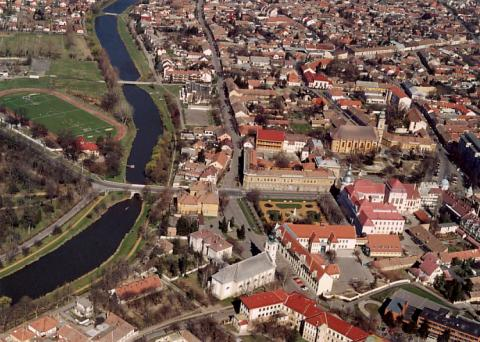
Szentes

Szentes ist eine ungarische Stadt im gleichnamigen Kreis im Komitat Csongrád-Csanád. 
Sie liegt im südlichen Teil der Großen Ungarischen Tiefebene, an dem kleinen Fluss Kurca, unmittelbar vor dessen Mündung in die Theiß (ungarisch Tisza).

## Umgebung
Szentes befindet sich etwa 50 km nordöstlich der Universitätsstadt Szeged, dem Komitatssitz von Csongrád. Wenige Kilometer nordwestlich von Szentes liegt die Stadt Csongrád, Namensgeber des Komitats. Etwa 35 km westlich der Stadt verläuft die Autobahn M5, die von Budapest über Szeged nach Röszke an der Grenze zu Serbien führt.
Mit einer Bevölkerung von 31.082 Einwohnern ist Szentes die drittgrößte Stadt des Komitats (nach Szeged und Hódmezővásárhely).

## Sonstiges
Die Stadt verfügt über ein Thermalbad.
Sehenswert ist das Rathaus der Stadt, das 1911 nach Plänen und unter der Leitung des Architekten Alois Bohn fertiggestellt wurde. Das imposante zweiflügelige Gebäude beherrscht mit seinem hohen Mansarddach sowohl den Kossuth-Platz als auch den Erszébet-Platz. Die zwei insgesamt 135 Meter langen Fronten des Gebäudes mit seinen Dachgauben verbindet ein 37 Meter hoher Eckturm. Die Hauptfront schmückt das aus farbiger Majolika gefertigte Stadtwappen von Szentes. Im Versammlungssaal des Rathauses ist eine Büste des Stadtgründers, des Barons János György Harruckern, zu sehen.
Das historistische Synagogengebäude ist heute Bibliothek.

## Söhne und Töchter der Stadt
- Mihály Horváth (1809–1878), Historiker und Theologe
- László Papp (1905–1989), Ringer
- Péter Zsoldos (1930–1997), Science-Fiction-Schriftsteller
- György Csete (1937–2016), Architekt
- Pál Orosz (1939–2014), Fußballspieler und -trainer
- László Pusztai (1946–1987), Fußballspieler
- László Gyimesi (* 1948), Pianist
- Katalin Pitti (* 1951), Opernsängerin (Sopran)
- István Szelei (* 1960), Fechter
- Dragomir Dujmov (* 1963), Schriftsteller, Dichter und Übersetzer
- András Cserna-Szabó (* 1974), Schriftsteller
- Noémi Tóth (* 1976), Wasserballspielerin
- Ferenc Varga (* 1993), Politiker und Parlamentsabgeordneter

## Städtepartnerschaften
- Bačka Topola, Serbien
- Buñol, Spanien
- Dumbrăvița, Rumänien
- Hof Ashkelon, Israel
- Kaarina, Finnland
- Markgröningen, Deutschland
- Sankt Augustin, Deutschland
- Skierniewice, Polen